# North Ridgeville
North Ridgeville – miasto w Stanach Zjednoczonych, w północnej części stanu Ohio, około 30 km na południowy zachód od Cleveland. Liczba mieszkańców w 2000 roku wynosiła 22 338.